# هيلين سميث (لاعبة كرة قاعدة)
هيلين سميث (بالإنجليزية: Helen Smith)‏ هي لاعب كرة قاعدة أمريكية، ولدت في 5 يناير 1922 في ريتشموند في الولايات المتحدة، وتوفيت في 17 يناير 2019.